# Матриця угрупування
Матриця групування[усталений термін?] — лінеаризація рівнянь Лотки — Вольтерри в стаціонарній точці. Дійсна частина власних чисел матриці групування визначає стабільність у стаціонарній точці.
Рівняння Лотки — Вольтерри мають такий вигляд:
{\displaystyle {\begin{aligned}{\frac {dx}{dt}}&=x(\alpha -\beta y)\\{\frac {dy}{dt}}&=-y(\gamma -\delta x),\end{aligned}}}
де x(t) визначає кількість хижаків, y(t) — кількість жертв, і α, β, γ and δ — константи. Лінеаризація цих диференціальних рівнянь у стаціонарній точці (x*, y*) має вигляд
{\displaystyle {\begin{bmatrix}{\frac {du}{dt}}\\{\frac {dv}{dt}}\end{bmatrix}}=A{\begin{bmatrix}u\\v\end{bmatrix}},}
де u = x − x* і v = y − y*. Матриця A називається матрицею групування (англ. community matrix). Якщо серед власних значень (λ) матриці A є числа з додатною дійсною частиною ({\displaystyle \operatorname {Re} \,\lambda >0}), стаціонарний стан нестійкий, якщо ж дійсна частина обох власних значень від'ємна, то стаціонарний стан буде стійким (стабільним).
Критичний випадок, коли дійсна частина власного значення дорівнює нулю, називають нейтральною стійкістю.